# Buster Harding
Buster Lavere Harding (* 19. März 1917 in Ontario, Kanada; † 14. November 1965 in New York City) war ein kanadischer Jazzmusiker (Arrangement, Klavier, Komposition) des Swing.
Er wuchs in Cleveland auf und lernte autodidaktisch und bei Joseph Schillinger in New York. Danach leitete er eine eigene Band in Cleveland, war bei Marion Sears, lebte ein Jahr in Kanada, bevor er 1938 nach New York übersiedelte. Dort war er 1939 bis 1940 Arrangeur und zweiter Pianist in der Bigband von Teddy Wilson. Es folgten Engagements Anfang der 1940er Jahre bei Coleman Hawkins und Cab Calloway. Danach war er freischaffender Arrangeur, der unter anderem für Artie Shaw, Count Basie, Roy Eldridge, Dizzy Gillespie, Earl Hines, Glenn Miller, Tommy Dorsey und Jonah Jones sowie für Billie Holiday (musikalischer Direktor bei ihren Aufnahmen für Radio und Fernsehen ab 1949) arrangierte.
Er komponierte mit  Earle Ronald Warren 9:20 special und mit Dizzy Gillespie Confusion.